# Chen Lili
Chen Lili (Chino simplificado: 陈笠笠; Chino tradicional: 陳笠笠; pinyin: Chen Lili), es una cantante china. A la edad de 8, Chen estudió música con Li Li (李莉) en Xiaodujuan, en una Compañía de Arte (小 杜鹃 艺术团). Se formó en el "Hubei Art Vocational College" entre 1996-1999, sus maestros fueron Xiao Shuyun (肖淑云) y Yu Hui (余辉). Desde 1999 al 2004, estudió en el Conservatorio de Música de China, su maestra fue Jin Tielin.
En 2004, Chen trabajó en Beijing, además formándose en Canto y Danza, se unió al "Chinese People's Liberation Army Naval Song and Dance Troupe" en 2007.

## Discografía
- Ode To Red Flag (红旗颂)
- Bless You (祝福你)
- Chinese Seal (中国印)